# OGLE-TR-56
OGLE-TR-56は、いて座の方角におよそ4,900光年（1,500pc）の距離にある、17等級の太陽と似た恒星である。この恒星は、惑星の前面通過による食変光星である。変光星総合カタログにも登録されており、いて座V5157星という変光星名も持っている。
| 太陽 | OGLE-TR-56 |
| ---- | ---------- |
| 太陽 | Exoplanet  |

## 惑星系
2002年、OGLE計画によって、この恒星の手前を太陽系外惑星の候補天体が通過する現象が発見された。その後、視線速度の測定によってこの恒星の周りを惑星が公転していることが確かめられ、惑星OGLE-TR-56bの存在が確定した。当時発見されていた中では、最短の軌道周期を持つ惑星であった。
| 名称 （恒星に近い順） | 質量                | 軌道長半径 （天文単位）   | 公転周期 (日) | 軌道離心率 | 軌道傾斜角         | 半径                   |
| --------------------- | ------------------- | ------------------------- | ------------- | ---------- | ------------------ | ---------------------- |
| b                     | 1.39 +0.18 −0.17 MJ | 0.02383 +0.00046 −0.00051 | 1.2119189     | 0          | 77.60 +0.91 −1.00° | 1.363 +0.092 −0.090 RJ |